# Приз «Известий» 1972
VI-й московский международный хоккейный турнир Приз «Известий» прошёл с 13 по 23 декабря 1972 года в Москве.
Фаворитами турнира «Приз „Известий“»-72 считались два чемпиона: чемпион мира 1972 года — команда Чехословакии и олимпийский чемпион — сборная СССР. Однако значительно обновившая свои ряды чехословацкая дружина на московском льду смогла одолеть лишь одного соперника — молодую команду Польши. Победителями турнира стали уверенно выступавшие советские хоккеисты, которые и завоевали главную награду — цветок, искусно выполненный из уральских камней-самоцветов, а также переходящий приз Федерации хоккея СССР. Два других призовых цветка достались командам Чехословакии и Швеции, набравшим очков поровну. Лишь лучшая разность шайб вывела чемпионов мира на второе место.

## Таблица
| 1 | СССР      | ~    | 8:4 | 10:2 | 11:3 | 5:1 | 4 | 4 | 0 | 0 | 34—10 | 8 |
| 2 | ЧССР      | 4:8  | ~   | 2:2  | 1:1  | 3:0 | 4 | 1 | 2 | 1 | 10—11 | 4 |
| 3 | Швеция    | 2:10 | 2:2 | ~    | 3:1  | 2:2 | 4 | 1 | 2 | 1 | 9—15  | 4 |
| 4 | Финляндия | 3:11 | 1:1 | 1:3  | ~    | 3:2 | 4 | 1 | 1 | 2 | 8—17  | 3 |
| 5 | Польша    | 1:5  | 0:3 | 2:2  | 2:3  | ~   | 4 | 0 | 1 | 3 | 5—13  | 1 |

М — итоговое место, И- игры, В — выигрыш, Н — ничья, П — проигрыш, Ш — забитые-пропущенные шайбы

## Состав команды-победительницы СССР
| Вратари               |                         |               |
| Имя                   | Клуб                    | Дата рождения |
| Владислав Третьяк     | ЦСКА                    |               |
| Александр Сидельников | «Крылья Советов» Москва |               |
| Защитники             |                         |               |
| Имя                   | Клуб                    | Дата рождения |
| Виктор Кузькин (К)    | ЦСКА                    |               |
| Александр Рагулин     | ЦСКА                    |               |
| Геннадий Цыганков     | ЦСКА                    |               |
| Владимир Лутченко     | ЦСКА                    |               |
| Александр Гусев       | ЦСКА                    |               |
| Юрий Ляпкин           | «Спартак» Москва        |               |
| Валерий Васильев      | «Динамо» Москва         |               |
| Владимир Орлов        | «Динамо» Москва         |               |
| Нападающие            |                         |               |
| Имя                   | Клуб                    | Дата рождения |
| Александр Якушев      | «Спартак» Москва        |               |
| Юрий Лебедев          | «Крылья Советов» Москва |               |
| Борис Михайлов        | ЦСКА                    |               |
| Вячеслав Анисин       | «Крылья Советов» Москва |               |
| Александр Бодунов     | «Крылья Советов» Москва |               |
| Владимир Петров       | ЦСКА                    |               |
| Валерий Харламов      | ЦСКА                    |               |
| Александр Мальцев     | «Динамо» Москва         |               |
| Владимир Викулов      | ЦСКА                    |               |
| Владимир Шадрин       | «Спартак» Москва        |               |
| Сергей Глазов         | ЦСКА                    |               |
| Юрий Блинов           | ЦСКА                    |               |

Тренеры: Всеволод Бобров, Борис Кулагин

## Награды
| - Лучшие игроки турнира: - Лучший вратарь: Валерий Косыль - Лучший защитник: Олдржих Махач - Лучший нападающий: Владимир Петров - Лучший бомбардир: Владимир Петров — 12 (5+7) - Лучший снайпер: Александр Мальцев — 7 шайб - Лучшая тройка форвардов: Михайлов — Петров — Харламов |